# Mads Korsbjerg
Mads Korsbjerg (* 23. Juli 1976) ist ein ehemaliger dänischer Squashspieler. 

## Karriere
Mads Korsbjerg spielte von 2000 bis 2003 auf der PSA World Tour. Seine höchste Platzierung in der Weltrangliste erreichte er mit Rang 97 im April 2001. Er wurde 2003 und 2006 dänischer Landesmeister. Mit der dänischen Nationalmannschaft nahm er 1995, 1999 und 2001 an der Weltmeisterschaft teil, ebenso mehrfach an Europameisterschaften.
Sein Zwillingsbruder Mikkel Korsbjerg war ebenfalls Squashspieler.

## Erfolge
- Dänischer Meister: 2003, 2006